# Atteva carteri
Atteva carteri is een vlinder uit de familie Attevidae. De wetenschappelijke naam van de soort werd in 1891 gepubliceerd door Thomas de Grey Walsingham.
De soort komt voor in het Afrotropisch gebied